# Países Baixos nos Jogos Olímpicos de Verão de 2016
Países Baixos participou dos Jogos Olímpicos de Verão de 2016, que foram realizados na cidade do Rio de Janeiro, no Brasil, entre os dias 5 e 21 de agosto de 2016.

## Natação
| Atleta                                                                                | Prova           | Eliminatórias | Eliminatórias | Semifinal   | Semifinal   | Final       | Final       |
| Atleta                                                                                | Prova           | Tempo         | Pos.          | Tempo       | Pos.        | Tempo       | Pos.        |
| ------------------------------------------------------------------------------------- | --------------- | ------------- | ------------- | ----------- | ----------- | ----------- | ----------- |
| Marrit Steenbergen Femke Heemskerk Inge Dekker Ranomi Kromowidjojo Maud van der Meer* | 4 x 100 m livre | 3:35,94       | 5º Q          | —           | —           | 3:33,81     | 4º          |
| Kira Toussaint                                                                        | 100 m costas    | 1:01,17       | 18º           | Não avançou | Não avançou | Não avançou | Não avançou |

- Swam nas eliminatórias única

| Atleta              | Prova       | Eliminatórias | Eliminatórias | Semifinal | Semifinal | Final       | Final       |
| Atleta              | Prova       | Tempo         | Pos.          | Tempo     | Pos.      | Tempo       | Pos.        |
| ------------------- | ----------- | ------------- | ------------- | --------- | --------- | ----------- | ----------- |
| Maarten Brzoskowski | 400 m livre | 3:48,00       | 18º           | —         | —         | Não avançou | Não avançou |